# 小弓鱼
小弓鱼（学名：Racoma parvus）为鲤科弓鱼属的鱼类，俗名面鱼，是中国的特有物种。分布于金沙江水系等。该物种的模式产地在丽江县漾弓江。
其种加词“Parvus”意为“小的”。